# Henschel Typ Riesa
Die Lokomotiven des Typs Riesa sind schmalspurige Dampflokomotiven für Feldbahnen von Henschel in Kassel, die ab 1936 hergestellt wurden. Nach dem Beginn des Zweiten Weltkrieges wurden die Lokomotiven als „kriegswichtig“ eingestuft und als Kriegsdampflokomotive KDL 13 auch von anderen Herstellern in hohen Stückzahlen weiter gebaut. 
Insgesamt 16 Lokomotiven sind Stand 2024 museal erhalten.

## Geschichte

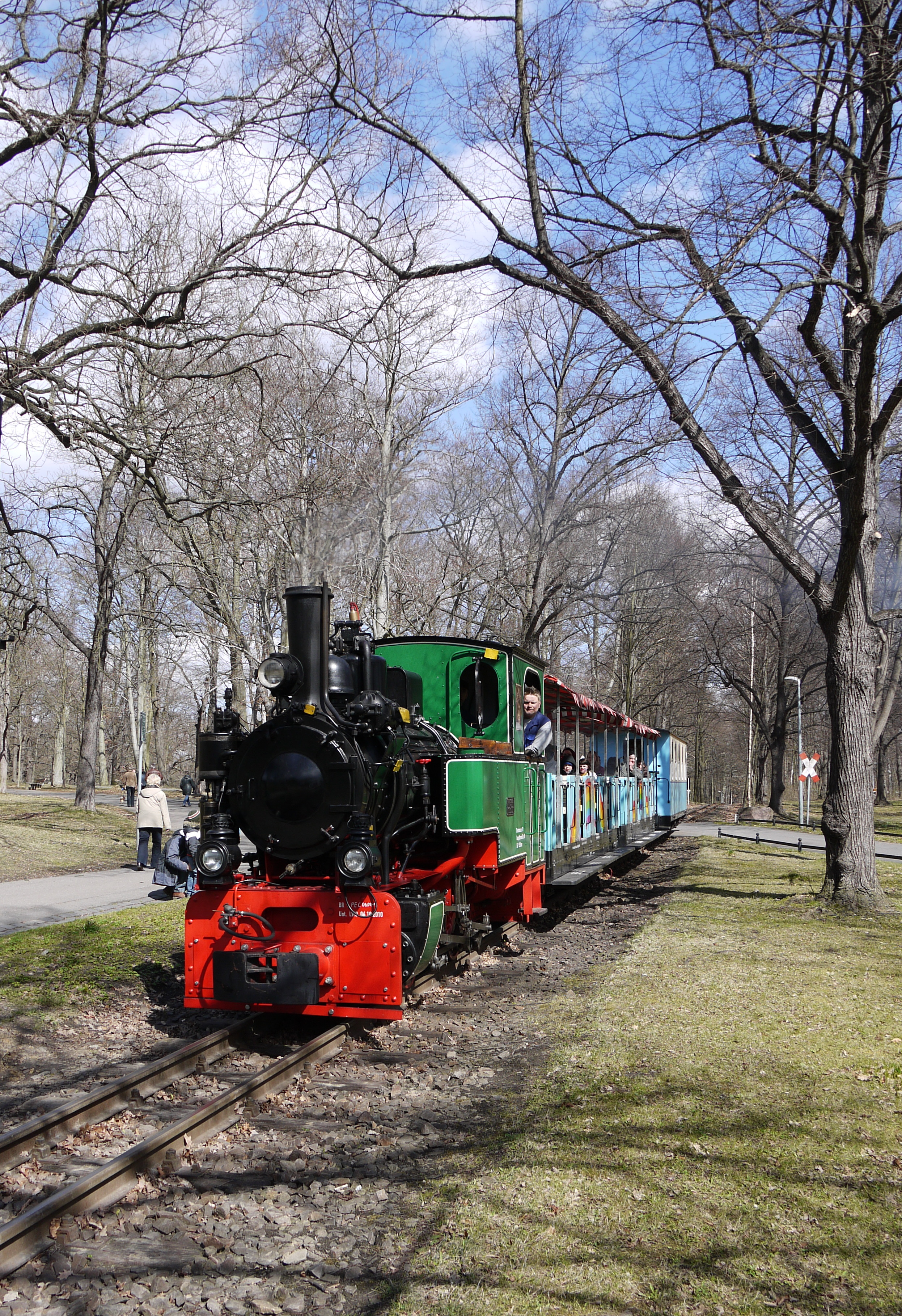
Typ Riesa bei der Parkeisenbahn Chemnitz (2012)

Die Lokomotiven wurden vorrangig für Bauunternehmen größtenteils mit einer Spurweite von 600 mm gebaut. Es ist lediglich eine Lokomotive bekannt, die für die Spurweite von 750 mm gefertigt wurde. Diese Lokomotive mit der Fabriknummer 25212 wurde 1944 für die Hibernia AG hergestellt und ist heute (2023) in den USA erhalten.
Die Lokomotiven konnten nach Katalog bei einer Geschwindigkeit von 11 km/h in der Ebene eine Last von 399 t ziehen, auf einer Steigung von 20 ‰ waren es 71 t und auf einer Steigung von 50 ‰ 26 t. Das Aufgabengebiet der Lokomotiven war die Beförderung von Bauzügen mit einer geringen Last und auf schwierigem Gelände.
Während des Zweiten Weltkrieges wurde der Typ Riesa als Kriegsdampflokomotive (KDL) 13 für die Heeresfeldbahn und Werksbahnen weiter gebaut. Im besetzten Polen waren die Lokomotivfabrik Oberschlesischen Lokomotivwerke Krenau in die Fertigung einbezogen. In Polen waren die Lokomotiven bis in die Mitte der 1980er Jahre auf verschiedenen Werksbahnen im Einsatz.
Erhaltene Lokomotiven:

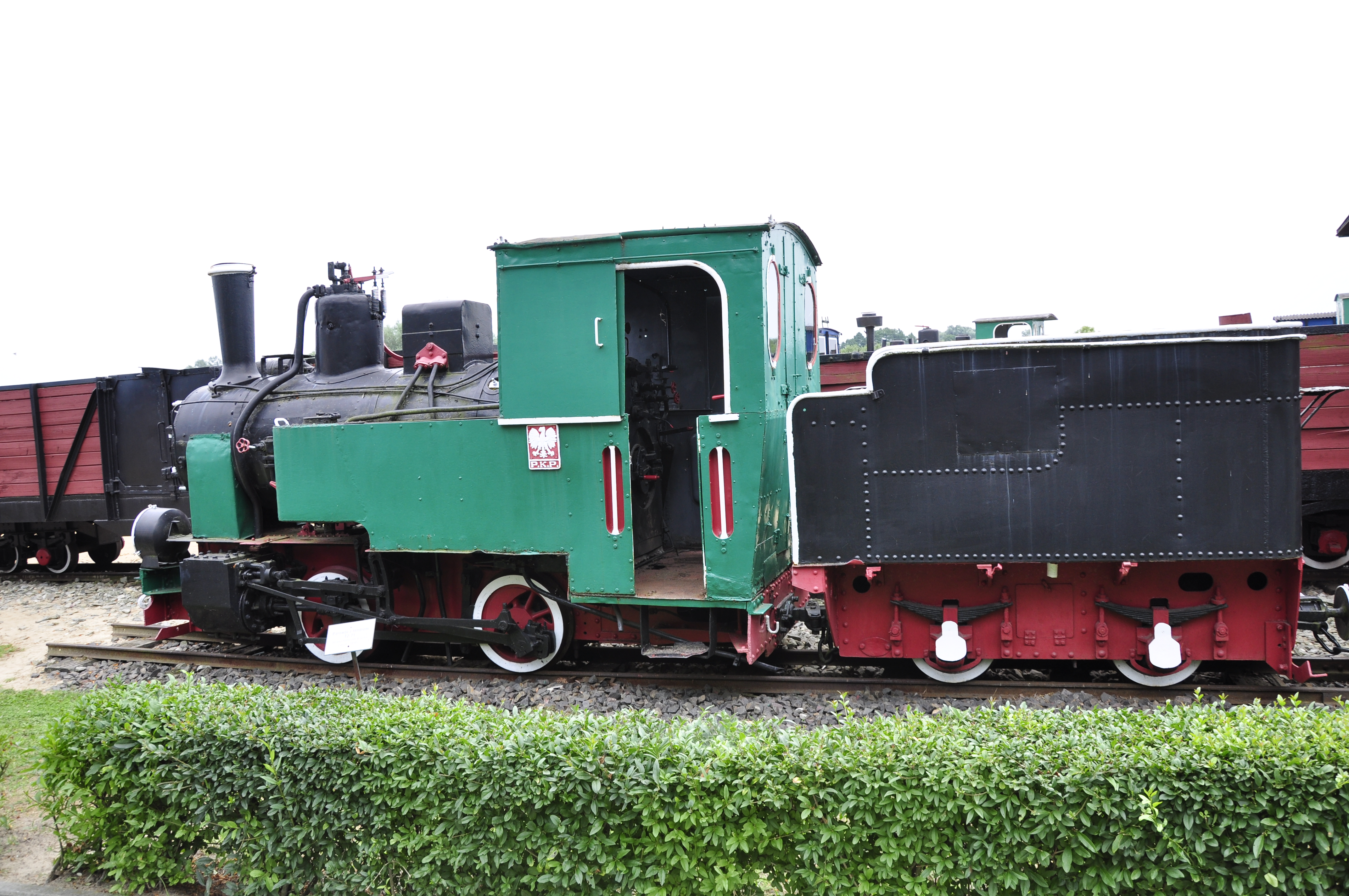
T2-071 im Schmalspurbahnmuseum Wenecja

- mit der Fabriknummer 24115,[1] die die Bezeichnung HF 7038 trug und
- mit der Fabriknummer 23161 mit der Bezeichnung „HF 7040“.[2]

Die Lokomotive T2-71 war nach dem Krieg bis 1984 bei der Żnińska Kolej Powiatowa im Einsatz. Die Lokomotive steht im Schmalspurbahnmuseums Wenecja. Die Lokomotive T2-73 war bei verschiedenen Betrieben und kam zur Parkeisenbahn in Krakau, die Lokomotive ist heute noch vorhanden und steht dort in einem Kindergarten.
- die 1940 gebaute und bis 1974 eingesetzte Lokomotive Cukrownia Klemensów 7. Heute steht sie in Nowy Sącz als Denkmal.[3]
- Außerdem soll die 1940 gebaute Lokomotive Zakład Robót Kolejowych Warszawa erhalten sein, die bis 1981 im Einsatz war. Ihr Standort ist unbekannt.[4]

- Eine Lok im Feldbahnmuseum Herrenleite
- Eine Lok bei der Parkeisenbahn Chemnitz
- Eine Lok im Deutschen Technikmuseum Berlin
- Eine Lok im Deutschen Dampflokomotiv-Museum Neuenmarkt

Nach dem Zweiten Weltkrieg wurde die Konstruktion überarbeitet und floss in die Weiterentwicklung der Fablok Typ Ryś ein.

## Konstruktive Merkmale
Der Blechrahmen ist mit einer Rahmenstärke von 10 mm gefertigt und wird auch als Wasserkastenrahmen verwendet. Der Wasserkasten ist über zwei Flansche mit den seitlichen Kästen verbunden. Zusätzlich ist in diesen seitlichen Kästen der Kohlenvorrat im hinteren Teil gebunkert. Der Rahmen ist an den Stirnseiten durch kräftige Pufferbohlen verstärkt, an denen die Zug- und Stoßeinrichtung befestigt ist. Meist war es eine Balancierhebelkupplung, es konnten aber auf Kundenwunsch andere Einrichtungen verwendet werden.
Der Flammrohrkessel ist für gesättigten Dampf gebaut, besitzt eine Feuerbüchse aus Stahl und wurde hauptsächlich in Nietbauweise hergestellt. Dieser Kessel besteht aus zwei Schüssen. Der Dampfdom besitzt einen außen liegenden Regler, bei dem das Reglergestänge und die Rohrleitungen zur Dampfmaschine außen angebracht sind. Das Sicherheitsventil war auf dem Dom angeordnet. Für die Speisung des Kessels mit Wasser wurden zwei Injektoren Bauart Friedmann mit einer Förderleistung von 60 l/min verwendet. Die Steuerung ist ein einfaches Zweizylindertriebwerk. Die Zylinder sind horizontal angeordnet und besitzen Flachschieber. Der Kreuzkopf wird einschienig auf der Gleitbahn geführt, es wird der zweite Radsatz angetrieben. Die Dampflokomotive besitzt eine Heusinger-Steuerung.
Der Sandkasten auf dem zweiten Kesselschuss wird von Hand bedient. Es führen je zwei Sandfallrohre außen vor den Radsätzen. Die Wurfhebelbremse wirkt auf die beiden vorderen Radsätze. Auf Kundenwunsch konnte eine Dampfbremse eingebaut werden. Bei Bedarf wurde das Führerhaus an der Rückseite mit einer zweiflügeligen Tür und einer Brücke für die Mitführung eines Tenders ausgerüstet. Die ursprüngliche Petroleumbeleuchtung wurde später bei einigen Fahrzeugen durch eine elektrische mit einem Turbogenerator ersetzt. Bei einigen Maschinen wurden Dampfpfeifen eingebaut.